# The Question Is What Is the Question?
The Question Is What Is The Question? (Otázka je, co je otázka?) je píseň německé skupiny Scooter z alba Jumping All Over The World. Jako singl vyšla píseň v roce 2007. B-Side je nový jumpstyle remix singlu How Much Is The Fish?. Obě skladby poprvé zazněly na koncertu v Dánsku 14. července. Jedná se o první Jumpstylový singl v historii Scooter. Píseň je cover verze písně „How Do You Do“ od Mouth & MacNeal. HPV je nazpíván Rickem J. Jordanem.

## Seznam skladeb
1. The Question Is What Is The Question? (Radio Edit) - (3:46)
2. The Question Is What Is The Question? („A Little Higher“ Club Mix) - (6:02)
3. The Question Is What Is The Question? (Extended) - (5:50)
4. The Fish Is Jumping! - (3:50)

## Umístění ve světě
| Hitparáda | Umístění |
| --------- | -------- |
| Rakousko  | 8        |
| Finsko    | 4        |
| Švýcarsko | 93       |